# 1842.
◄ | 18. stoljeće | 19. stoljeće | 20. stoljeće | ►
◄ | 1810-ih | 1820-ih | 1830-ih | 1840-ih | 1850-ih | 1860-ih | 1870-ih | ►
◄◄ | ◄ | 1839. | 1840. | 1841. | 1842. | 1843. | 1844. | 1845. | ► | ►►
Arhitektura • Astronomija • Biologija • Fotografija • Glazba • Kazalište • Kemija • Kiparstvo • Knjige • Književnost • Kršćanstvo • Meteorologija • Medicina • Politika • Pravo • Promet • Slikarstvo • Šport • Znanost • Željeznički promet

## Događaji
- 10. veljače – Osnovana je Matica ilirska (kasnije hrvatska)
- Ivan Mažuranić zajedno s Josipom Užarevićem izdaje hrvatsko-njemački rječnik (Njemačko-ilirski slovar) s 40.000 riječi u kojemu je, osim primanja starijega nazivlja iz rječnika Mikalje i Stullija, osmislio mnoge nove riječi.

## Rođenja
- 30. siječnja – Blaž Švinderman, hrvatski biskup († 1915.)
- 24. veljače – Arrigo Boito, talijanski skladatelj i književnik († 1918.)
- 25. veljače – Karl May, njemački književnik († 1912.)
- 25. ožujka – Antonio Fogazzaro, talijanski književnik († 1911.)
- 29. travnja – Karl Millöcker, austrijski skladatelj († 1899.)
- 12. rujna – Marianne Brandt, austrijska operna pjevačica († 1921.)
- 21. rujna – Abdul Hamid II., turski sultan († 1918.)
- 23. listopada – Ivan Jesse Kujundžić, hrvatski književnik  († 1903.)

## Smrti
- 13. ožujka – Luigi Cherubini, talijanski književnik (* 1760.)
- 28. srpnja – Clemens Brentano, njemački književnik (* 1778.)
- 19. listopada – Aleksej Kolcov, ruski pjesnik (* 1809.)

## Vanjske poveznice
|  | Zajednički poslužitelj ima još gradiva o temi 1842. |